# TC2N
TC2N‏ (Tandem C2 domains, nuclear) هوَ بروتين يُشَفر بواسطة جين TC2N في الإنسان.